# Thymoites melloleitaoni
Thymoites melloleitaoni är en spindelart som först beskrevs av William Syer Bristowe 1938.  Thymoites melloleitaoni ingår i släktet Thymoites och familjen klotspindlar. Inga underarter finns listade i Catalogue of Life.